# هویلنگ، شهرستان ژونگجیانگ
هویلنگ، شهرستان ژونگجیانگ (به لاتین: Huìlóng) یک شهرک در جمهوری خلق چین است که در ژانگژیانگ واقع شده‌است. هویلنگ ۳۹۴ متر بالاتر از سطح دریا واقع شده‌است.